# Љубатовићи
Љубатовићи су насељено мјесто у општини Жепче, Босна и Херцеговина.

## Историја
Љубатовићи је до 2001. био у саставу општине Маглај.

## Становништво
|             | 2013.        | 1991.         | 1981.          | 1971.         |
| Укупно      | 502 (100,0%) | 564 (100,0%)  | 1 092 (100,0%) | 807 (100,0%)  |
| Хрвати      | 373 (74,30%) | 404 (71,63%)  | 956 (87,55%)   | 697 (86,37%)  |
| Бошњаци     | 129 (25,70%) | 157 (27,84%)1 | 130 (11,90%)1  | 102 (12,64%)1 |
| Остали      | –            | 2 (0,355%)    | 3 (0,275%)     | 5 (0,620%)    |
| Југословени | –            | 1 (0,177%)    | 1 (0,092%)     | –             |
| Срби        | –            | –             | 1 (0,092%)     | 3 (0,372%)    |
| Црногорци   | –            | –             | 1 (0,092%)     | –             |

1. 1 На пописима од 1971. до 1991. Бошњаци су пописивани углавном као Муслимани.